# Liste des maires d'Annecy
Pour un article plus général, voir Annecy.
La liste des maires d'Annecy présente la liste des maires de la commune, puis de la commune nouvelle d'Annecy, située dans le département français de la Haute-Savoie. La ville d'Annecy est le chef-lieu de ce département.
Au cours de son histoire, Annecy a été une ville appartenant au duché de Savoie, pour lequel le premier magistrat de la commune était un syndic.

## Histoire
Avant l'invasion des troupes révolutionnaires françaises en 1792, la ville d'Annecy était dirigée par le premier syndic et son conseil. L'annexion du duché de Savoie voit se mettre en place l'administration française dont la fonction de maire. Le premier maire d'Annecy est Jean-François Favre (1757-1855) à partir de décembre 1792 et il le restera jusqu'à la fin de la Convention nationale (octobre 1795). À la suite de la Restauration des États de Savoie en 1815, Annecy retrouve le système de gestion sarde jusqu'à l'Annexion de la Savoie à la France, à la suite du traité de Turin de 1860. Le nouveau maire de la ville est Aimé Levet, ancien syndic, restera en place quatre ans.
Le 20 juin 2016, les conseils municipaux d'Annecy et de cinq autres communes (Annecy-le-Vieux, Cran-Gevrier, Meythet, Pringy et Seynod) votent favorablement à la création d'une commune nouvelle au 1er janvier 2017 de 128 422 habitants pour une superficie de 70 km2, nommée Annecy.

## Les maires

### Liste des maires de 1792 à 1815
De septembre 1792 à novembre 1815, le duché de Savoie est occupé par les troupes révolutionnaires françaises, puis impériales. En octobre 1792, la nouvelle organisation mise en place prévoit la création d’une assemblée générale de la municipalité avec un maire nommé.
| Période                                  | Période               | Identité                             | Étiquette | Qualité   |
| ---------------------------------------- | --------------------- | ------------------------------------ | --------- | --------- |
| décembre 1792                            | 1795                  | François Favre                       |           |           |
| Les données manquantes sont à compléter. |                       |                                      |           |           |
| 1801 ou 1804                             | 1809                  | François Ruphy de Menthon de Lornay, |           |           |
| 28 décembre 1809                         | 1814 (démissionnaire) | Pierre François Collomb              |           |           |
| 1814                                     | 1815 (remplacé)       | Jacques Carron                       |           | Docteur   |
| 1815                                     | 1815                  | Nicolas Velland                      |           | Négociant |
| Les données manquantes sont à compléter. |                       |                                      |           |           |

### Liste des maires de 1860 à 2017
En juin 1860, le duché de Savoie est réuni à la France. Les maires sont nommés par l’Empereur, pour une durée de quatre ans. À la suite de la chute du Second Empire, au cours des trois premières républiques, les maires sont de nouveaux à la tête des communes et sont élus par les citoyens. Durant la période du Régime de Vichy (1941-1944), le représentant de la commune est nommé.
| Période           | Période                    | Identité               | Étiquette           | Qualité |
| ----------------- | -------------------------- | ---------------------- | ------------------- | --- |
| 11 juin 1860      | 1864                       | Aimé Levet             |                     | Ancien syndic de la ville ancien député du duché de Savoie Conseiller général et Président du Conseil général de la Haute-Savoie |
| 1865              | 1870                       | Félix Germain          |                     | Ancien procureur, rentier et propriétaire                                                                                        |
| 1870              | 1874                       | Louis Chaumontel       |                     | Conseiller et Président du Conseil général de la Haute-Savoie                                                                    |
| 1874              | 1875                       | Albert-Eugène Lachenal |                     | Ancien syndic de la ville et député du duché de Savoie                                                                           |
| 1875              | 1884                       | Louis Chaumontel       | Républicain         | |
| 1884              | 1888                       | Jean-Louis Grivaz      | Républicain modéré  | Notaire, conseiller général du canton d'Annecy-Nord (1877-1891)                                                                  |
| 1888              | 1903                       | Louis Boch             | Républicain modéré  | Architecte |
| 1903              | 1904                       | Pierre Bouchet         | Républicain modéré  | Distillateur |
| 1904              | 1909                       | Marius Ferrero         | Rép. gauche         | Négociant/Épicier. Ancien Président de la Chambre de Commerce d'Annecy                                                           |
| 1909              | 8 janvier 1941             | Joseph Blanc           | gauche démocratique | Instituteur, conseiller (1913-) et Président du conseil général en 1934, sénateur (1936-1941)                                    |
| 31 mars 1941      | 27 juillet 1942            | Georges Cartier        |                     | Général |
| 27 juillet 1942   |                            | Edouard Couderc        |                     | |
| 11 septembre 1944 | 26 octobre 1946            | Albert Lyard           | SFIO                | Ancien résistant, ingénieur aux Ponts et Chaussées                                                                               |
| 26 octobre 1946   | 2 novembre 1947            | Lucien Boschetti       | SFIO                | Ancien résistant, entrepreneur de travaux publics                                                                                |
| 2 novembre 1947   | 9 mai 1953                 | Georges Volland        | CNIP                | ancien résistant, notaire |
| 9 mai 1953        | 17 octobre 1954            | François-Maurice Ritz  |                     | Directeur de la Caisse d'Epargne, ancien premier adjoint du précédent. Président de l'Académie florimontane de 1936 à 1955.      |
| 12 décembre 1954  | 9 mars 1975                | Charles Bosson         | MRP>CD>CDS          | Député (1958-1968), Sénateur (1968-1986)                                                                                         |
| 29 mars 1975      | mars 1983                  | André Fumex            | CD                  | ancien résistant, conseiller général et adjoint du précédent maire                                                               |
| 13 mars 1983      | 5 janvier 2007 (démission) | Bernard Bosson         | UDF-CDS>UDF         | Avocat, Ministre (1993-95), Secrétaire d'État (1986-88), Député (1986-2007)                                                      |
| 15 janvier 2007   | 2 janvier 2017             | Jean-Luc Rigaut        | UDI (NC)            | Ingénieur à la SNCF puis conseiller général                                                                                      |

### Liste des maires depuis 2017
La commune nouvelle d'Annecy est mise en place au 1er janvier 2017 avec l'élection du nouveau maire le lendemain.
| Période        | Période                    | Identité        | Étiquette         | Qualité                                                   |
| -------------- | -------------------------- | --------------- | ----------------- | --------------------------------------------------------- |
| 2 janvier 2017 | 4 juillet 2020             | Jean-Luc Rigaut | UDI               | Ingénieur à la SNCF puis conseiller général               |
| 4 juillet 2020 | En cours (au juillet 2020) | François Astorg | Divers écologiste | Consultant en management et développement des entreprises |

## Les syndics

### Liste des syndics duXVesiècleà 1792
Durant la période du duché de Savoie (XVe siècle à 1792), le représentant de la commune est le syndic. Ce dernier est élu pour un an par ses pairs. La charge de syndic disparaît en 1792 lorsque le duché est occupé par les troupes révolutionnaires françaises.

### Liste des syndics 1815 à 1860
En 1815, le duché de Savoie retourne au roi de Sardaigne. Les syndics sont de nouveaux mis en place dans les communes. Ils sont nommés par le roi pour une durée de trois ans.
| Période         | Période      | Identité               | Étiquette | Qualité |
| --------------- | ------------ | ---------------------- | --------- | ------- |
| 1815            |              |                        |           |         |
|                 |              |                        |           |         |
| 17 janvier 1843 | 25 mars 1852 | Albert-Eugène Lachenal |           | ...     |
| 1852            | 1860         | Aimé Levet             |           |         |

## Pour approfondir